# Stictopleurus plutonius
Stictopleurus plutonius är en insektsart som först beskrevs av Baker 1908.  Stictopleurus plutonius ingår i släktet Stictopleurus och familjen smalkantskinnbaggar. Inga underarter finns listade i Catalogue of Life.